# Contra Henrique, Rei dos Ingleses
Contra Henrique, Rei dos Ingleses (em inglês:  Against Henry, King of the English; em latim: Contra Henricum Regem Anglie) é um livro escrito em 1522 por Martinho Lutero contra o rei Henrique VIII da Inglaterra. Ele foi escrito como resposta ao livro de Henrique "Assertio septem sacramentorum". Thomas More depois escreveu "Responsio ad Lutherum" como resposta a Lutero.